# Worked All Europe

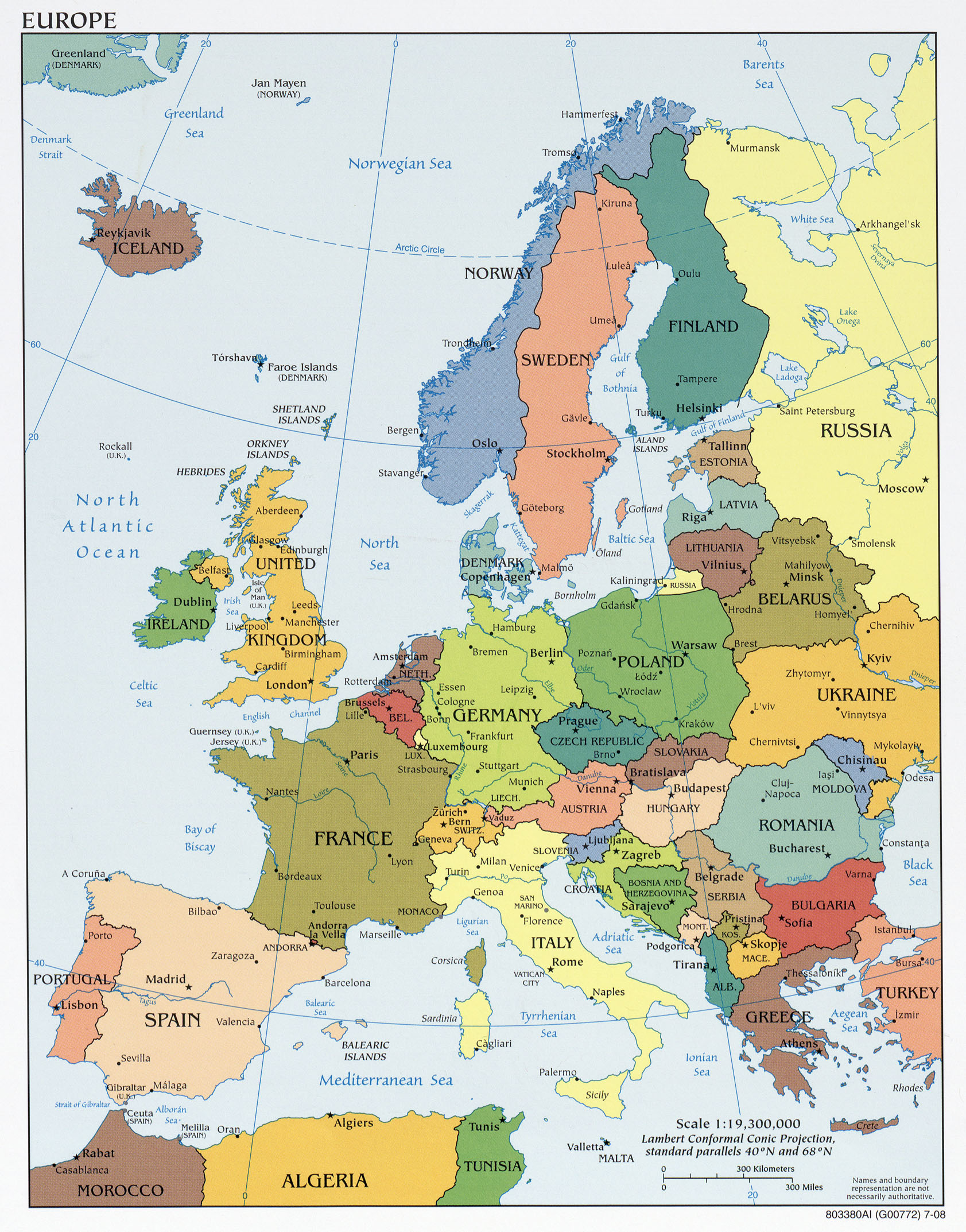
Die Länder Europas

Worked All Europe (deutsch „arbeitete ganz Europa“), kurz WAE (auch WAE-Diplom), ist ein Amateurfunkdiplom, das von jedem lizenzierten Funkamateur erworben werden kann. Es wird vom Deutschen Amateur-Radio-Club (DARC), dem größten deutschen Amateurfunkverband, herausgegeben.

## Geschichte
Das WAE-Diplom ist das älteste und vermutlich bekannteste DARC-Diplom. Um es zu erhalten, müssen zweiseitige Funkverbindungen (QSOs) mit Amateurfunkstationen in möglichst vielen Ländern Europas geführt („gearbeitet“) werden. Diese werden in der Regel durch QSL-Karten bestätigt und können so nachgewiesen werden.
Der Ausdruck „Länder“, genauer spricht man von Entitäten (englisch entities), ist hier übrigens etwas weiter gefasst, als es gemeinhin üblich ist. Ähnlich wie im Fußball zählt auch im Funksport beispielsweise das Vereinigte Königreich nicht als eine Entität, sondern England, Schottland, Wales und Nordirland bilden jeweils eigene Entitäten. Darüber hinaus zählen die Isle of Man, Jersey und Guernsey als weitere eigene Entitäten (siehe auch Offizielle WAE-Länderliste unter Weblinks).
Als Betriebsarten kommen Morsen (CW), Einseitenbandmodulation (SSB), Sprechfunk (Fonie), Funkfernschreiben (RTTY), FT8, andere digitale Modulationen sowie gemischte Modi (Mixed Modes) in Frage.

## Klassen
Das WAE-Diplom wird in fünf Klassen ausgegeben: WAE III, WAE II, WAE I, WAE‑Top und WAE‑Trophy. Hierzu wird die Anzahl der gearbeiteten Länder gezählt, wobei jedes Land einen Punkt zählt und jedes einzelne Land auch auf mehreren Amateurfunkbändern gearbeitet werden darf, jedoch höchstens auf fünf Bändern, was dann fünf Punkte erbringt. Alle Amateurfunkbänder sind zugelassen. Aus der Punktesumme und der Länderanzahl bestimmt sich die erreichte Klasse:
- WAE III mindestens 40 Länder und 100 Punkte,
- WAE II mindestens 50 Länder und 150 Punkte,
- WAE I mindestens 60 Länder und 200 Punkte,
- WAE-Top-Plakette mindestens 70 Länder und 300 Punkte sowie
- WAE-Trophy alle Länder auf fünf beliebigen Bändern.

Für das Erreichen des WAE I gibt es die WAE-Ehrennadel. Für den Nachweis von sechs oder mehr Bändern pro Land werden Sticker vergeben.